# 尤夫基夫齊
50°7′11″N 26°32′24″E / 50.11972°N 26.54000°E
尤夫基夫齊（烏克蘭語：Ювківці），是烏克蘭西部的村莊，隸屬赫梅利尼茨基州的舍佩蒂夫卡區。該村始建於1793年，面積0.1平方公里，海拔高度274米，2001年人口147，人口密度每平方公里1,531.3人。